# يوم الزينة
يوم الزينة وفقًا للقرآن؛ هو اليوم الذي حدده موسى موعدًا مع فرعون والسحرة ليلتقيا فيه ويعرض كلاهما ما لديه من سحر ومعجزات فتكون الحجة للغالب فيهما على المغلوب، بحيث يقرّ المغلوب للغالب فيه بأنه على حق وأنّ الحق إلى جانبه، وقد ورد في القرآن ما يشير إلى تلك الحادثة بقوله تعالى: ﴿قَالَ مَوْعِدُكُمْ يَوْمُ الزِّينَةِ وَأَنْ يُحْشَرَ النَّاسُ ضُحًى ۝٥٩﴾ [طه:59]، وانتهى اليوم بانتصار موسى على السحرة. وكان يوم الزينة يوم عيد عند المصريين. قال عبد الله بن عباس: «وكان يوم الزينة يوم عاشوراء». وقال السدي، وقتادة، وابن زيد: «كان يوم عيدهم». وقال سعيد بن جبير: «يوم سوقهم»، وقال وهب بن منبه: «قال فرعون: يا موسى، اجعل بيننا وبينك أجلا ننظر فيه. قال موسى: لم أومر بهذا، إنما أمرت بمناجزتك، إن أنت لم تخرج دخلت إليك. فأوحى الله إلى موسى أن اجعل بينك وبينه أجلا وقل له أن يجعل هو. قال فرعون: اجعله إلى أربعين يوما. ففعل.».